# 李查·葛瑞夫斯
理察·葛瑞夫斯，OBE（英語：Richard Griffiths，1947年7月31日—2013年3月28日），英國電視、電影和舞台劇男演員。他憑著於1987年的《我與長指甲》裡飾演蒙堤叔叔，1994–1997年於電視劇《難以實現的美夢》裡飾演亨利·克拉布，還有2001-2010年的哈利波特系列電影裡飾演威農·德思禮一角而聞名。
葛瑞夫斯憑著在舞台劇《高校男生》而獲得東尼獎、羅蘭士·奧利花獎最佳戲劇男主角的殊榮。他憑藉2006年的電影改編作品《歷史系男生》而獲得英國電影學院獎最佳男主角的提名。葛瑞夫斯還憑著他於皇家國家劇院的演出而聞名，包括2008年的《戀馬狂》、2010年的《藝術的習慣》和2012年的《陽光男孩》。
在葛瑞夫斯的職業生涯早期，他曾於一些廣受好評的電影中擔任配角，如1981年的《烈火戰車》和《法國中尉的女人》、1982年的《甘地傳》、1984年的《個人作用》、2006年的《維納斯》、2007年的《芭蕾舞鞋》及2011年的《雨果的巴黎奇幻歷險》。他也有演出商業電影，如1991年的《白頭神探再顯神威》、1999年的《無頭谷》、2005年的《星際快閃黨》、2008年的《魔法童話夜》及2011年的《加勒比海盜：魔盜狂潮》。
葛瑞夫斯在其職業生涯中讓他獲得知名度與無數榮譽，包括東尼獎、羅蘭士·奧利花獎以及英國電影學院獎的提名，他還於2008年獲英女皇伊利沙伯二世授予OBE勳章。
2013年3月28日，葛瑞夫斯因心臟手術的併發症逝世。

## 早年生活
理察·湯馬士·葛瑞夫斯出生於約克郡蒂斯河畔索納比，父母分別是湯馬士·葛瑞夫斯（1915–1976）和珍·葛瑞夫斯（娘家姓丹麥，1923-1969）。他的父親是一名鋼鐵工人，也為了錢在酒吧裡打架賺錢，而他母親的職業被描述為「裝袋工」。他有一個姐姐和兩個哥哥，然而他們在葛瑞夫斯出生前於嬰孩時期夭折了。他於羅馬天主教徒家庭長大。
葛瑞夫斯於8歲的時候接受了腦下垂體的放射治療，這讓小時候的他十分瘦小。這種治療永久性地減慢了他的新陳代謝，使他終生都要跟肥胖作鬥爭。
他的父母都是聾子，使他從小就精通英國手語。他在童年時期多次試圖離家出走。他15歲時從蒂斯河畔斯托克頓的聖母和聖貝德學校（Our Lady & St Bede School）退學，並在Littlewoods做過一段時間的搬運工，然而他的老闆最終說服他重返校園。及後他決定出席斯托克頓和比林厄姆學院（Stockton & Billingham College）的戲劇班。他在曼徹斯特理工戲劇學院（現為曼徹斯特戲劇學院）繼續接受戲劇教育，伯納·希爾於同一時間也在那裡學習。

## 演藝生涯
畢業後，葛瑞夫斯跟他們的廣播劇公司贏得BBC的合約。他還曾於小劇院裡工作，有時表演也有時是擔任管理的工作。他早年憑著跟皇家莎士比亞劇團演出《一報還一報》中扮演龐培（Pompey），以及《仲夏夜之夢》中飾演尼克·博特姆而贏得「莎士比亞小丑（Shakespearean clown）」的聲譽，他並繼續於《愛的徒勞》和《亨利八世》中飾演國王。他最終定居在曼徹斯特並開始在戲劇中擔任主角。從那時起，他開始在電視上出現，然後在1976年電影《這不應發生在獸醫身上》中取得了重大突破。在1980年代初，葛瑞夫斯獲選為早期電腦陰謀驚悚片《猛禽小隊》的主角，他的角色亨利·傑伊（Henry Jay）於1984年的《猛禽小隊2》中再次出現。
1981年，葛瑞夫斯還在BBC的《良心犯》系列劇中飾演智利秘密警察受害者威廉·博西爾，獻上了一場令人難忘的演出。他繼續於多齣主要電影中擔任配角，包括了《法國中尉的女人》、《烈火戰車》和《甘地傳》。在舞台劇上，他於1985-1986年於舞台上演出了朱利安·米切爾（Julian Mitchell）的《阿依達之後》中威爾第的角色，該戲劇於威爾士和倫敦的舊維克劇院演出。隨後他於《彼得兔和朋友們的世界》演出。
隨著湯姆·貝克於1981年離開了《異世奇人》後，葛瑞夫斯曾被考慮演出博士一角，但最終未能參演。若該劇於1989 年之後繼續播出，那麼他將再次強烈考慮擔任第八代博士的角色。他於《銀河便車指南》的改編作品中演出，並為《生命、宇宙及萬事萬物》的廣播改編版裡為斯拉提巴法斯特（Slartibartfast）配音，並在電影版本《星際快閃黨》裡扮演勃根人謝兹（Vogon Jeltz）。他還跟阿當·桑迪拿一起出現在《魔法童話夜》之中，並以特邀嘉賓的身份出現在《布偶聖誕節：給聖誕老人的信》中。
葛瑞夫斯於當代和時代作品的的電影角色包括了1983年的《高爾基公園》、1987年的《我與長指甲》、1991年的《拉爾夫國王》及《白頭神探再顯神威》、1994年的《守護泰絲》和1999年的《無頭谷》。後來，他在2000-2010年的《哈利波特系列電影》中飾演哈利·波特苦澀的姨丈威農·德思禮，他於該系列的八輯電影裡出現了五部，包括《神秘的魔法石》、《消失的密室》、《阿茲卡班的逃犯》、《鳳凰會的密令》和《死神的聖物1》。
後來，葛瑞夫斯於《難以實現的美夢》中飾演理想幻滅的警察兼非凡的餡餅廚師亨利·克拉布探長，那是特地為他創造的角色。他還在查理斯·狄更斯2005年版本的《荒涼之家》中長期露面。2004年，他在尼古拉斯·海特納執導阿倫·班尼特的戲劇《歷史系男生》中首創了赫克托（老師）這個角色，該角色讓他榮獲2005年羅蘭士·奧利佛獎的最佳男主角。該戲劇於美國演出期間，他獲得了戲劇桌獎、評論家圈外獎和東尼獎最佳戲劇男主角。他在2006年10月上映的《歷史系男生電影版》中再次飾演其角色。2007年，他跟《哈利波特》的搭檔愛瑪·屈臣與珍瑪·鍾斯一起主演了《芭蕾舞鞋》。
2005年，葛瑞夫斯在演出舞台劇《英雄》的期間，當一名觀眾的手機響了三次後，他要求她離開。在他的職業生涯中，由於此類中斷而造成的觀眾注意力分散曾經發生過三次。後來，葛瑞夫斯跟《哈利波特》的搭檔丹尼爾·域卡夫一起在倫敦吉爾古德劇院重演了彼得·謝弗的《戀馬狂》，隨後從2008年10月開始，該劇於百老匯的布羅德赫斯特劇院作短期演出，該戲劇至2009年2月結束。2009年晚些時候，葛瑞夫斯在國家劇院首映的《藝術的習慣》中接替了米高·甘邦成為了威斯坦·休·奧登，該劇再次由海特納執導。
葛瑞夫斯在迪士尼的《加勒比海盜：魔盜狂潮》中飾演佐治二世。不久，他出現在電視連續劇《荒唐荷里活》的首集裡，飾演朱利安·布拉德的角色。
2012年4月，葛瑞夫斯與丹尼·狄維圖一起重演了紐·西蒙的戲劇《陽光男孩》。該劇於2012年4月27日在薩伏依劇院進行預演，並於5月17日開幕，並進行了為期12星期的有限演出季至7月28日。

## 個人生活
葛瑞夫斯跟希瑟·吉普森（Heather Gibson）於1973年認識，兩人於1980年結婚。夫婦倆並沒有子女。
2006年，葛瑞夫斯獲得提賽德大學授予的榮譽學位，並於2008新年榮譽中被任命為官佐勳章（OBE）。
他是喜劇演員積·維賀的教父。

### 逝世
2013年3月28日，葛瑞夫斯於考文垂大學醫院因心臟外科手術後出現併發症去世，享年65歲。

## 作品

### 舞台劇
| 年份    | 製作                                              | 角色                             | 地點                   | 參考   |
| ------- | ------------------------------------------------- | -------------------------------- | ---------------------- | ------ |
| 1974    | 一報還一報                                        | 阿布霍森／衛兵（Abhorson/Guard） | 皇家莎士比亞劇院       | [ 37 ] |
| 1974    | 暴風雨                                            | 貢薩洛                           | 倫敦另一個宮殿         | [ 37 ] |
| 1976–77 | 錯誤的喜劇                                        | 官員（Officer）                  | 皇家莎士比亞劇院       | [ 37 ] |
| 1976–77 | 羅密歐與茱麗葉                                    | 彼得（Peter）                    | 皇家莎士比亞劇院       | [ 37 ] |
| 1977    | 公社的日子                                        | 梯也爾                           | 倫敦奧德維奇劇院       | [ 37 ] |
| 1978    | 暴風雨                                            | 特林庫洛（Trinculo）             | 皇家莎士比亞劇院       | [ 37 ] |
| 1978–79 | 一報還一報                                        | 龐培（Pompey）                   | 皇家莎士比亞劇院       | [ 37 ] |
| 1978    | 悲慘而孤獨的死亡 （A Miserable and Lonely Death） | 哥頓醫生（Dr. Gordon）           | 倫敦道瑪倉庫           | [ 37 ] |
| 1983–84 | 沃爾波內                                          | 沃爾波內（Volpone）              | 倫敦另一個宮殿         | [ 37 ] |
| 2004–05 | 歷史系男生                                        | 赫克托老師（Hector）             | 倫敦利特爾頓劇院       | [ 37 ] |
| 2006    | 歷史系男生                                        | 赫克托老師（Hector）             | 百老匯布羅德赫斯特劇院 | [ 37 ] |
| 2008–09 | 戀馬狂                                            | 馬田·戴薩特（Martin Dysart）     | 百老匯布羅德赫斯特劇院 | [ 37 ] |
| 2010    | 藝術的習慣                                        | 費兹（Fitz）／威斯坦·休·奧登     | 倫敦利特爾頓劇院       | [ 37 ] |
| 2012    | 陽光男孩                                          | 艾爾（Al）                       | 倫敦薩伏依劇院         | [ 38 ] |

### 電視
| 年份      | 劇集                                                           | 角色                                                       | 備註                                                                  |
| --------- | -------------------------------------------------------------- | ---------------------------------------------------------- | --------------------------------------------------------------------- |
| 1974      | 皇冠法院                                                       | 傳譯員（Interpreter）                                      | 第3.31集：脅迫：上集（Duress: Part 1）                                |
| 1974      | 村禮堂（Village Hall）                                         | 瑞迪爾先生（Mr. Ridealgh）                                 | 第1.1集：埃利斯先生與人們（Mr. Ellis Versus the People）              |
| 1974      | ITV劇場                                                        | 公園管理員（Park keeper）                                  | 第7.2集：諾瑪（Norma）                                                |
| 1976      | 當船進來時                                                     | P·C·普賴斯（P.C. Price）                                   | 第1.1集：一塊適合英雄和白痴的土地（A Land Fit for Heroes and Idiots） |
| 1976      | 紅字日（Red Letter Day）                                       | 窗戶清潔員（Window cleaner）                               | 第1.3集：好的，謝謝，星期四（Well Thank You, Thursday）               |
| 1976      | 專家                                                           | 里普利（Ripley）                                           | 第4.10集：受污染的錢（Tainted Money）                                 |
| 1977      | 第二個城市優先（Second City Firsts）                           | 不詳                                                       | 第8.1集：脫腰帶的12人（Twelve Off the Belt）                          |
| 1977      | ITV劇場                                                        | 董事會成員（Board member）                                 | 第9.10集：這只是搖滾樂（It's Only Rock 'n' Roll）                     |
| 1978      | 錯誤的喜劇                                                     | 官員（Officer）                                            | 電視戲劇                                                              |
| 1978      | 斯威尼                                                         | 羅尼·哈里斯（Ronnie Harries）                              | 第4.14集：傑克或無賴（Jack or Knave）                                 |
| 1979      | 下午休息                                                       | 特恩布爾先生（Mr. Turnbull）                               | 電視戲劇                                                              |
| 1980      | 無人完美                                                       | 森·賀柏（Sam Hooper）                                      | 14集                                                                  |
| 1981      | 良心犯（Prisoners of Conscience）                              | 威廉·博西爾                                                | 第1.1集：威廉·博西爾（William Beausire）                              |
| 1982      | 隨護人員                                                       | 德里克·法羅（Derek Farrow）                                | 集數：理想的家（Dreamhouse）                                          |
| 1982      | 戰爭啟示錄                                                     | 杜賓金總理（Premier Dubienkin）                            | 集數：設置太陽之心的控制（Set the Controls for the Heart of the Sun） |
| 1982      | 猛禽小隊                                                       | 亨利·傑伊（Henry Jay）                                     | 4集                                                                   |
| 1982      | 世界盃：隊長的故事                                             | 西德尼·巴倫（Sidney Barron）                               | 電視電影                                                              |
| 1982      | 五分鐘電影（Five-Minute Films）                                | 窗戶清潔工（The Window Cleaner）                           | 集數：清淡的小吃（A Light Snack）                                     |
| 1982      | 溫莎的風流婦女們                                               | 法斯塔夫爵士（Sir John Falstaff）                          | BBC莎士比亞電視系列的一部分                                           |
| 1983      | 埃及妖后                                                       | 托勒密八世                                                 | 3集                                                                   |
| 1983      | 貝爾傑拉克                                                     | 讓-皮埃爾（Jean-Pierre）                                   | 第2.6集：一個鳥人的隕落（Fall of a Birdman）                          |
| 1984      | 猛禽小隊2                                                      | 亨利·傑伊（Henry Jay）                                     | 4集                                                                   |
| 1985      | 荒涼之家                                                       | 貝漢姆·獾先生（Mr Bayham Badger）                          | BBC電視連續劇                                                         |
| 1986      | 磅（Boon）                                                     | 西德尼·加布特（Sidney Garbutt）                            | 集數：溫室的人們（Glasshouse People）                                 |
| 1987      | 卡薩諾瓦（Casanova）                                           | 紅衣主教（Cardinal）                                       | 電視電影                                                              |
| 1987      | 菲茲（Ffizz）                                                  | 傑克·莫布雷（Jack Mowbray）                                | 12集                                                                  |
| 1987      | 神射手（The Marksman）                                         | 布朗（Brown）                                              | 電視迷你劇集                                                          |
| 1988-90   | 一種生活（A Kind of Living）                                   | 特雷弗·比斯利（Trevor Beasley）                            | 15集                                                                  |
| 1989      | 黃金之眼                                                       | 二等海軍上將（Second admiral）                             | 電視電影                                                              |
| 1989      | 梅子，P·G·沃德豪斯的肖像（Plum, A Portrait of P.G. Wodehouse） | 佩勒姆·格倫維爾·伍德豪斯                                   | 聲演；BBC紀錄片                                                       |
| 1991      | 完美的惡棍                                                     | 菲爾·科比（Phil Kirby）                                    | 集數：殊～你知道是誰（Ssh, You Know Who）                             |
| 1992      | El C.I.D.                                                      | 韋瑟比（Weatherby）                                        | 集數：沒有什麼事情是永遠的（Nothing Is Forever）                      |
| 1992      | 好人們                                                         | 阿奇·菲利普斯（Archie Phillips）                           | 集數：向西走（Going West）                                            |
| 1992      | 韋克菲爾德先生的十字軍東征（Mr. Wakefield's Crusade）          | 搬運工（Porter）                                           | 電視電影                                                              |
| 1993      | 莫爾斯探長                                                     | 卡農·漢弗萊·阿普爾頓（Canon Humphrey Appleton）            | 集數：惡魔之日（The Day of the Devil）                                |
| 1993      | 愛的喜悅                                                       | 漢斯·庫普曼（Hans Koopman）                                | 集數：他們叫我邁達斯（They Call Me Midas）                            |
| 1993-95   | 彼得兔和朋友們的世界                                           | 不同角色（Various roles）                                  | 聲演；3集                                                             |
| 1994      | 英雄的品種（A Breed of Heroes）                                | 布賴恩·比澤利（Brian Beazely）                             | 電視電影                                                              |
| 1994-97   | 難以實現的美夢                                                 | 亨利·克拉布（Henry Crabbe）                                | 全40集                                                                |
| 1998      | 紅色之中                                                       | 傑費里·克萊頓-波特（Geoffrey Crichton-Potter）             | 第1.3集                                                               |
| 1998      | 坎特伯雷故事集（The Canterbury Tales）                         | 土星（Saturn）                                             | 聲演；集數：離開倫敦（Leaving London）                                |
| 1998      | 喂！離開我們的火車（Oi! Get Off Our Train）                    | 不同角色（Various roles）                                  | 聲演；電視短片                                                        |
| 1998      | 泰德與拉爾夫                                                   | 派對上的地主（Landowner at Party）                         | 電視電影                                                              |
| 1998-2000 | 無尾熊阿奇博爾德                                               | 阿奇博爾德（Archibald）                                    | 集數：龍（The Dragon）                                                |
| 1999      | 蒂博雷的牧師                                                   | 梅布利主教（Bishop of Mulberry）                           | 集數：春天（Spring）                                                  |
| 2000      | 仇雲蓋堡                                                       | 悶熱（Swelter）                                            | 電視迷你劇；兩集                                                      |
| 2000      | 希望與榮耀                                                     | 利奧·惠爾登（Leo Wheeldon）                                | 10集                                                                  |
| 2002      | TLC                                                            | 班尼迪·羅恩先生（Mr. Benedict Ron）                        |                                                                       |
| 2002      | 杰弗裡·阿徹：真相                                              | 威廉·懷特洛                                                | 電視電影                                                              |
| 2003      | 沐浴中的新娘們                                                 | 愛德華·馬歇爾·霍爾爵士                                     | 電視電影                                                              |
| 2005      | 塔樓中的王子們                                                 | 湯馬士·摩亞爵士                                            | 電視電影                                                              |
| 2005      | 荒涼之家                                                       | 貝哈姆·獾先生（Mr. Bayham Badger）                         | 兩集                                                                  |
| 2007      | 芭蕾舞鞋                                                       | 叔公馬修·布朗「口香糖」（Great Uncle Matthew Brown "Gum"） | 電視電影                                                              |
| 2008      | 布偶聖誕節：給聖誕老人的信                                     | 聖誕老人                                                   | 電視電影                                                              |
| 2010      | 英國國家劇院現場                                               | 菲兹／威斯坦·休·奧登                                       | 電視戲劇：藝術的習慣                                                  |
| 2011      | 佐治與伯納德·蕭（George and Bernard Shaw）                     | 伯納德（Bernard）                                          | 集數：飛行員（Pilot）                                                 |
| 2011      | 劇集                                                           | 朱利安·布拉德（Julian Bullard）                            | 集數：第一集（Episode One）                                           |
| 2012      | 亨利五世                                                       | 勃艮第公爵（Duke of Burgundy）                             | 電視電影                                                              |

### 電影
| 年份 | 劇集                            | 角色                                                                      | 備註                             |
| ---- | ------------------------------- | ------------------------------------------------------------------------- | -------------------------------- |
| 1977 | 這不應發生在獸醫身上            | 森·博班特（Sam Broadbent）                                                |                                  |
| 1980 | 破碎的玻璃                      | 工作室工程師（Studio engineer）                                           |                                  |
| 1980 | 超人II                          | 恐怖分子#3（Terrorist #3）                                                |                                  |
| 1981 | 烈火戰車                        | 凱斯學院的搬運工主管（Head Porter at Caius College）                      |                                  |
| 1981 | 法國中尉的女人                  | 湯姆爵士（Sir Tom）                                                       |                                  |
| 1981 | 大時代                          | 德爾馬斯的助理1號（Delmas' Assistant No. 1）                              |                                  |
| 1982 | 不列顛尼亞醫院                  | 性格開朗的伯尼（Cheerful Bernie）                                         |                                  |
| 1982 | 甘地傳                          | 柯林斯（Collins）                                                         |                                  |
| 1983 | 高爾基公園                      | 安東（Anton）                                                             |                                  |
| 1984 | 格雷斯托克：人猿泰山傳奇        | 比林斯上尉（Captain Billings）                                            |                                  |
| 1984 | 私人宴會                        | 會計師亨利·阿勒代斯（Henry Allardyce the Accountant）                     |                                  |
| 1986 | 上海驚奇                        | 威利·塔特爾（Willie Tuttle）                                              |                                  |
| 1987 | 我與長指甲                      | 蒙堤叔叔（Uncle Monty）                                                   |                                  |
| 1991 | 拉爾夫國王                      | 鄧肯·菲普斯（Duncan Phipps）                                              |                                  |
| 1991 | 白頭神探再顯神威                | 艾伯特·S·邁因海默博士（Dr. Albert S. Meinheimer） 哈克伯爵（Earl Hacker） |                                  |
| 1992 | 烏龍服務員                      | 莫里斯·霍頓（Maurice Horton）                                             |                                  |
| 1994 | 守護泰絲                        | 弗雷德里克（Frederick）                                                   |                                  |
| 1995 | 有趣的骨頭                      | 占·明堤（Jim Minty）                                                      |                                  |
| 1997 | 華倫一家（The Warrens）         | 不詳                                                                      |                                  |
| 1999 | 無頭谷                          | 菲利普斯法官（Magistrate Philipse）                                       |                                  |
| 1999 | 卡斯帕與幽靈（Casper & Spooky） | 不詳                                                                      |                                  |
| 2000 | 烈愛灼身                        | 布爾德洛博士（Dr. Bourdelot）                                             |                                  |
| 2001 | 哈利波特：神秘的魔法石          | 威農·德思禮                                                               |                                  |
| 2002 | 哈利波特：消失的密室            | 威農·德思禮                                                               |                                  |
| 2004 | 哈利波特：阿茲卡班的逃犯        | 威農·德思禮                                                               |                                  |
| 2004 | 美麗舞台                        | 第五任准男爵查理斯·塞德利爵士                                             |                                  |
| 2005 | 星際快閃黨                      | 勃根人謝茲（Vogon Jeltz）                                                 | 聲演                             |
| 2005 | 歐帕                            | 蒂爾尼（Tierrney）                                                        |                                  |
| 2006 | 維納斯                          | 當奴（Donald）                                                            |                                  |
| 2006 | 歷史系男生                      | 赫克托老師（Hector）                                                      |                                  |
| 2007 | 哈利波特：鳳凰會的密令          | 威農·德思禮                                                               |                                  |
| 2008 | 魔法童話夜                      | 巴里·諾丁漢（Barry Nottingham）                                           |                                  |
| 2010 | 國家劇院現場：藝術的習慣        | 費茲（Fitz）／威斯坦·休·奧登                                              |                                  |
| 2010 | 白廳的長筒靴                    | 赫爾曼·戈林                                                               | 聲演                             |
| 2010 | 哈利波特：死神的聖物1           | 威農·德思禮                                                               |                                  |
| 2011 | 加勒比海盜：魔盜狂潮            | 佐治二世                                                                  |                                  |
| 2011 | 雨果的巴黎奇幻歷險              | 弗里克先生（Monsieur Frick）                                              |                                  |
| 2012 | 皮斯弗爾大兵                    | 上校（The Colonel）                                                       |                                  |
| 2013 | 回到最愛的一天                  | 戲劇中的辯護律師（Defence Lawyer in play）                                | 不記名；最終電影角色；去世後發布 |

## 獎項及提名
| 年份 | 得獎作品             | 頒獎禮                                                    | 獎項                                     | 結果 | 參考   |
| ---- | -------------------- | --------------------------------------------------------- | ---------------------------------------- | ---- | ------ |
| 1981 | 不適用               | 克拉倫斯·德溫特獎                                         | 最佳男配角（Best Supporting Male）       | 獲獎 | [ 40 ] |
| 2003 | 哈利波特：消失的密室 | 鳳凰城影評人協會獎（Phoenix Film Critics Society Awards） | 最佳集體演出（Best Acting Ensemble）     | 提名 | [ 40 ] |
| 2005 | 歷史系男生           | 羅蘭士·奧利佛獎                                           | 最佳男主角                               | 獲獎 | [ 41 ] |
| 2006 | 歷史系男生           | 東尼獎                                                    | 最佳戲劇男主角                           | 獲獎 | [ 42 ] |
| 2006 | 歷史系男生           | 戲劇桌獎                                                  | 傑出戲劇男主角                           | 獲獎 | [ 42 ] |
| 2006 | 歷史系男生           | 評論圈外獎                                                | 最佳戲劇男主角（Best Actor in a Play）   | 獲獎 | [ 42 ] |
| 2006 | 歷史系男生           | 戲劇世界獎                                                | 不適用                                   | 獲獎 | [ 42 ] |
| 2007 | 歷史系男生           | 英國電影學院獎                                            | 最佳男主角                               | 提名 | [ 40 ] |
| 2007 | 歷史系男生           | 倫敦影評人協會獎                                          | 年度最佳男演員（Best Actor of the Year） | 提名 | [ 40 ] |
| 2007 | 歷史系男生           | 克洛特魯迪斯獎                                            | 最佳男配角（Best Supporting Actor）      | 提名 | [ 40 ] |

## 外部連結
- 李查·葛瑞夫斯在互联网电影资料库（IMDb）上的資料（英文）
- 互聯網百老匯資料庫（IBDB）上李查·葛瑞夫斯的資料（英文）
- Actors On Performing – Working in the Theatre Seminar video at American Theatre Wing.org, April 2006